# يانوش كيرزكوسكي
يانوش كيرزكوسكي (بالبولندية: Janusz Kazimierz Kierzkowski) مواليد 26 فبراير 1947 في بولندا - الوفاة 19 أغسطس 2011 في فروتسواف، كان دراج بولندي. سبق أن شارك في دورة الألعاب الأولمبية الصيفية وفاز بميدالية أولمبية.

## الميداليات
| الميدالية | المسابقة                       |
| --------- | ------------------------------ |
| برونزية   | الألعاب الأولمبية الصيفية 1968 |

## روابط خارجية
- يانوش كيرزكوسكي على موقع أرشيف الدراجات (الإنجليزية)
- يانوش كيرزكوسكي على موقع CycleBase (الإنجليزية)
- يانوش كيرزكوسكي على موقع أوليمبيديا (الإنجليزية)